# アイラ・フィリップス
アイラ・エリザベス・フィリップス（Isla Elizabeth Phillips、2012年3月29日 - ）は、イギリス王女アン王女の長男ピーター・フィリップスとオータム・フィリップスの間の次女であり、エリザベス2世の2人目の曾孫。
グロスタシャーのグロスターシャー・ロイヤル・ホスピタルで生まれた。姉にサバンナ・フィリップスがおり、イギリス王位継承順位はサバンナに次ぐ21位である。